# Bouzid Mahiouz
Bouzid Mahyouz (né le 13 janvier 1952 à Alger, en Algérie) est un footballeur international algérien, qui évoluait au poste de défenseur.
Il compte 27 sélections en équipe nationale entre 1971 et 1981.

## Biographie

### Carrière en sélection
Avec l'équipe d'Algérie, il a disputé 27 matchs (pour aucun but inscrit) entre 1971 et 1981, et fut notamment dans le groupe des 23 lors de la CAN de 1980 ainsi que lors des JO 1980.

## Palmarès

### En Club
MC Alger
- Championnat d'Algérie de football (5) :
  - Champion : 1972, 1975, 1976, 1978 et 1979

- Coupe d'Algérie de football (3) :
  - Vainqueur : 1973, 1976, 1983

- Ligue des champions de la CAF (1) :
  - Vainqueur : 1976

- Coupe du Maghreb des vainqueurs de coupe de football (2) :
  - Vainqueur : 1972, 1974

- Coupe du Maghreb des clubs champions :
  - Finaliste : 1976
- Supercoupe d'Algérie :
  - Finaliste : 1973

### En Sélection
- Coupe d'Afrique des nations de football : 
  - Finaliste : 1980

- Jeux africains (1) :
  - Vainqueur : 1978.